# Liste der Mitglieder des österreichischen Staatsrates 1934–1938
Diese Liste der Mitglieder des österreichischen Staatsrates 1934–1938 führt alle Mitglieder des Staatsrates im autoritären Ständestaat.
| Name                           | von               | bis               | Anmerkung |
| ------------------------------ | ----------------- | ----------------- | --- |
| Adam Walter                    | 01. November 1934 | 16. Dezember 1936 | Legte sein Mandat bei der Berufung zum Vorstand des Bundespressedienstes zurück                                                   |
| Ludwig Eduard                  | 04. Dezember 1936 | 12. März 1938     | In den Bundestag entsandt; Ersatzmitglied für Walter Adam                                                                         |
| Adamovich Ludwig               | 01. November 1934 | 16. Februar 1938  | In den Bundestag entsandt; Mandat ruhte während seiner Tätigkeit als Justizminister ab 16. Februar 1938                           |
| Taucher Wilhelm                | 22. Februar 1938  | 12. März 1938     | In den Bundestag entsandt; Ersatzmitglied für Ludwig Adamovich                                                                    |
| Braumüller-Tannbrück Erich     | 01. November 1934 | 12. März 1938     | |
| Capesius Viktor                | 01. November 1934 | 12. März 1938     | |
| Coreth Botho                   | 01. November 1934 | 30. April 1936    | In den Bundestag entsandt; legte im Zuge des Phönix-Skandals sein Mandat zurück                                                   |
| Dienstleder Alois              | 01. November 1934 | 12. März 1938     | |
| Draxler Ludwig                 | 01. November 1934 | 17. Oktober 1935  | In den Bundestag entsandt; Mandat ruhte während seiner Zeit als Finanzminister                                                    |
| Poeschl Wilhelm                | 19. Dezember 1935 | 03. November 1936 | In den Bundestag entsandt; Ersatzmitglied für Ludwig Draxler                                                                      |
| Draxler Ludwig                 | 03. November 1936 | 12. März 1938     | In den Bundestag entsandt; Wiederaufnahme des Mandats nach seiner Tätigkeit als Finanzminister                                    |
| Födermayr Florian              | 01. November 1934 | 12. März 1938     | In den Bundestag entsandt |
| Friedmann Desider              | 01. November 1934 | 12. März 1938     | |
| Funder Friedrich               | 01. November 1934 | 12. März 1938     | In den Bundestag entsandt |
| Gerber Andreas                 | 01. November 1934 | 10. November 1934 | Legte das Amt wegen seiner Ernennung zum Tiroler Landesstatthalter (d. h. Landeshauptmannstellvertreter) zurück                   |
| Fischer Ernst                  | 10. November 1934 | 12. März 1938     | In den Bundestag entsandt; Ersatzmitglied für Andreas Gerber                                                                      |
| Ginzkey Franz Karl             | 01. November 1934 | 12. März 1938     | |
| Glaise-Horstenau Edmund        | 01. November 1934 | 11. Juli 1936     | In den Bundestag entsandt; Mandat ruhte während seiner Tätigkeit als Bundesminister ohne Geschäftsbereich                         |
| Poeschl Wilhelm                | 12. November 1936 | 12. März 1938     | In den Bundestag entsandt; Ersatzmitglied für Edmund Glaise-Horstenau                                                             |
| Glas Franz                     | 01. November 1934 | 12. März 1938     | |
| Gottwald August                | 01. November 1934 | 12. März 1938     | |
| Holzmeister Clemens            | 01. November 1934 | 12. März 1938     | |
| Hoyos-Sprinzenstein Rudolf     | 01. November 1934 | 12. März 1938     | In den Bundestag entsandt; Ab 10. November 1934 Vorsitzender des Präsidiums des Staatsrates                                       |
| Hütter Leopold                 | 01. November 1934 | 12. März 1938     | |
| Karall Lorenz                  | 01. November 1934 | 12. März 1938     | |
| Kerschagl Richard              | 01. November 1934 | 12. März 1938     | In den Bundestag entsandt |
| Kienböck Viktor                | 01. November 1934 | 12. März 1938     | In den Bundestag entsandt |
| Kimmel Josef                   | 01. November 1934 | 12. März 1938     | in den Bundestag entsandt |
| Kraus Josef                    | 01. November 1934 | 12. März 1938     | In den Bundestag entsandt |
| Kubena Johann                  | 01. November 1934 | 12. März 1938     | In den Bundestag entsandt |
| Kunschak Leopold               | 01. November 1934 | 12. März 1938     | |
| Marx Joseph                    | 01. November 1934 | 12. März 1938     | |
| Mayer Friedrich                | 01. November 1934 | 30. Mai 1937      | In den Bundestag entsandt, verstarb als Amtsinhaber                                                                               |
| Mayrhofer Franz                | 01. November 1934 | 12. März 1938     | In den Bundestag entsandt |
| Mohr Wilhelm                   | 01. November 1934 | 12. März 1938     | In den Bundestag entsandt |
| Morsey Andreas                 | 01. November 1934 | 12. März 1938     | |
| Nouackh Werner                 | 01. November 1934 | 12. März 1938     | Von 1. bis 10. November 1934 kurzzeitig Vorsitzender des Staatsrates                                                              |
| Peichl Hermann                 | 01. November 1934 | 12. März 1938     | |
| Prochazka Robert               | 01. November 1934 | 23. Jänner 1937   | Verstarb als Amtsinhaber |
| Waldstätten Egon               | 22. Mai 1937      | 12. März 1938     | Nachfolger von Robert Prochazka                                                                                                   |
| Rechfeld Albert                | 01. November 1934 | 12. März 1938     | |
| Redlich Oswald                 | 01. November 1934 | 12. März 1938     | |
| Resch Josef                    | 01. November 1934 | 14. Mai 1936      | In den Bundestag entsandt; Mandat ruhte während seiner Tätigkeit als Sozialminister                                               |
| Großauer Johann                | 03. Juni 1936     | 12. März 1938     | In den Bundestag entsandt; Ersatzmitglied für Josef Resch                                                                         |
| Schönburg-Hartenstein Alois    | 01. November 1934 | 05. Mai 1936      | Legte sein Mandat im Zuge des Phönix-Skandals zurück                                                                              |
| Schreiber Martin               | 01. November 1934 | 12. März 1938     | |
| Seeger Eduard                  | 01. November 1934 | 12. März 1938     | |
| Steinegger Otto                | 01. November 1934 | 12. März 1938     | In den Bundestag entsandt |
| Streitmann Friedrich           | 01. November 1934 | 12. März 1938     | In den Bundestag entsandt |
| Thurn-Valsassina Georg         | 01. November 1934 | 12. März 1938     | |
| Trummer Rudolf                 | 01. November 1934 | 04. März 1938     | Wechselte mit seiner Ernennung zum Landeshauptmann der Steiermark in den Länderrat                                                |
| Stepan Karl Maria              | 04. März 1938     | 12. März 1938     | Ersatzmitglied für Rudolf Trummer                                                                                                 |
| Tschurtschenthaler Ignaz       | 01. November 1934 | 12. März 1938     | In den Bundestag entsandt |
| Tursky Emil                    | 01. November 1934 | 13. Dezember 1936 | Verstarb als Amtsinhaber |
| Urban Ludwig                   | 01. November 1934 | 12. März 1938     | In den Bundestag entsandt |
| Vaugoin Carl                   | 01. November 1934 | 05. Mai 1936      | In den Bundestag entsandt; legte im Zuge des Phönix-Skandals sein Mandat zurück                                                   |
| Walker Gustav                  | 01. November 1934 | 12. März 1938     | |
| Wieser Wolfgang                | 01. November 1934 | 12. März 1938     | |
| Winterstein Robert             | 01. November 1934 | 17. Oktober 1935  | In den Bundestag entsandt; Mandat ruhte während seiner Tätigkeit als Justizminister ab 17. Oktober 1935                           |
| Großauer Johann                | 19. Dezember 1935 | 3. Juni 1936      | In den Bundestag entsandt; Ersatzmitglied für Robert Winterstein                                                                  |
| Winterstein Robert             | 14. Mai 1936      | 12. März 1938     | In den Bundestag entsandt; Wiederaufnahme des Mandats nach seiner Tätigkeit als Justizminister                                    |
| Buchinger Rudolf               | 20. Juni 1936     | 12. März 1938     | Mandatsvorgänger kann nicht eindeutig zugeordnet werden                                                                           |
| Dworak Engelbert               | 22. Mai 1937      | 12. März 1938     | Mandatsvorgänger kann nicht eindeutig zugeordnet werden                                                                           |
| Jury Hugo                      | 28. Februar 1938  | 12. März 1938     | Mandatsvorgänger kann nicht eindeutig zugeordnet werden                                                                           |
| Mautner-Markhof Georg Heinrich | 20. Juni 1936     | 12. März 1938     | Mandatsvorgänger kann nicht eindeutig zugeordnet werden                                                                           |
| Seyß-Inquart Arthur            | 17. Juni 1937     | 22. Februar 1938  | Mandatsvorgänger kann nicht eindeutig zugeordnet werden; Mandat ruhte während seiner Tätigkeit als Innen- und Sicherheitsminister |
| Fischböck Hans                 | 22. Februar 1938  | 12. März 1938     | Ersatzmitglied für Arthur Seyß-Inquart                                                                                            |